# NGC 7309
NGC 7309 (również PGC 69183) – galaktyka spiralna z poprzeczką (SBc), znajdująca się w gwiazdozbiorze Wodnika. Odkrył ją William Herschel 28 listopada 1785 roku.